# Миа Йим
Стефани Белл (англ. Stephanie Bell, род. 16 апреля 1989, Фонтана, Калифорния) — американская женщина-рестлер. В настоящее время она выступает в WWE на бренде SmackDown под именем Ми́чин (англ. Michin).
Она также известна по выступлениям в Impact Wrestling под именем Миа Йим (англ. Mia Yim), где она является бывшей чемпионкой Impact среди нокаутов.

## До реслинга
Белл играла в волейбол в школе в Виргинии. Позже она играла в волейбол во время обучения информационным технологиям в университете Мэримаунт.

## Карьера в реслинге

### Ранняя карьера (2009—2011)
Являясь фанатом реслинга с детства, Белл в 18 лет во время обучения в колледже начала тренировки в школе реслинга в Манассасе. После 18 месяцев тренировок 22 августа 2009 года она совершила дебют под именем Миа Йим. Вскоре она стала выступать в Jersey All Pro Wrestling (JAPW). Там она встретила Дейзи Хейз, которая привела Йим в Ring of Honor (ROH) для тренировок и выступлений. В 2011 году Йим дебютировала в ROH в роли валета группировки «Посольство». Также время от времени Йим сражалась против МсЧиф и Сары дель Рэй. Кроме того в ранней карьере она выступала в International Wrestling Cartel, Real Championship Wrestling, Northeast Wrestling и Maryland Championship Wrestling (MCW).
После колледжа, в 2011 году, Йим получила приглашение тренироваться и выступать в Японии в Universal Woman’s Pro Wrestling Reina. Из-за связи Reina с Consejo Mundial de Lucha Libre, Йим также изучала Луча Либре в Мексике.

### Combat Zone Wrestling (2010—2012)
После тренировок с Ди Джеем Хайдом в школе реслинга Combat Zone Wrestling (CZW), Йим стала работать там в роли валета Адама Коула. Свой дебют она совершила на Cage of Death II в декабре 2010 года, как сюжетная девушка Коула. После того как Йим помогла одолеть Коулу Грэга Экселетна на Down With The Sickness 2011, у пары началась с ним вражда. Йим сразилась с Экселентом в межгендерном матче на Night Of Infamy 10: Ultimatum в ноябре. После серии поражений, Йим одолела Экселента в матче со столами, лестницами и стульями на Aerial Assault 2012, завершив вражду. Вскоре после этого Йим покинула CZW.

### Shine Wrestling (2012—2015)

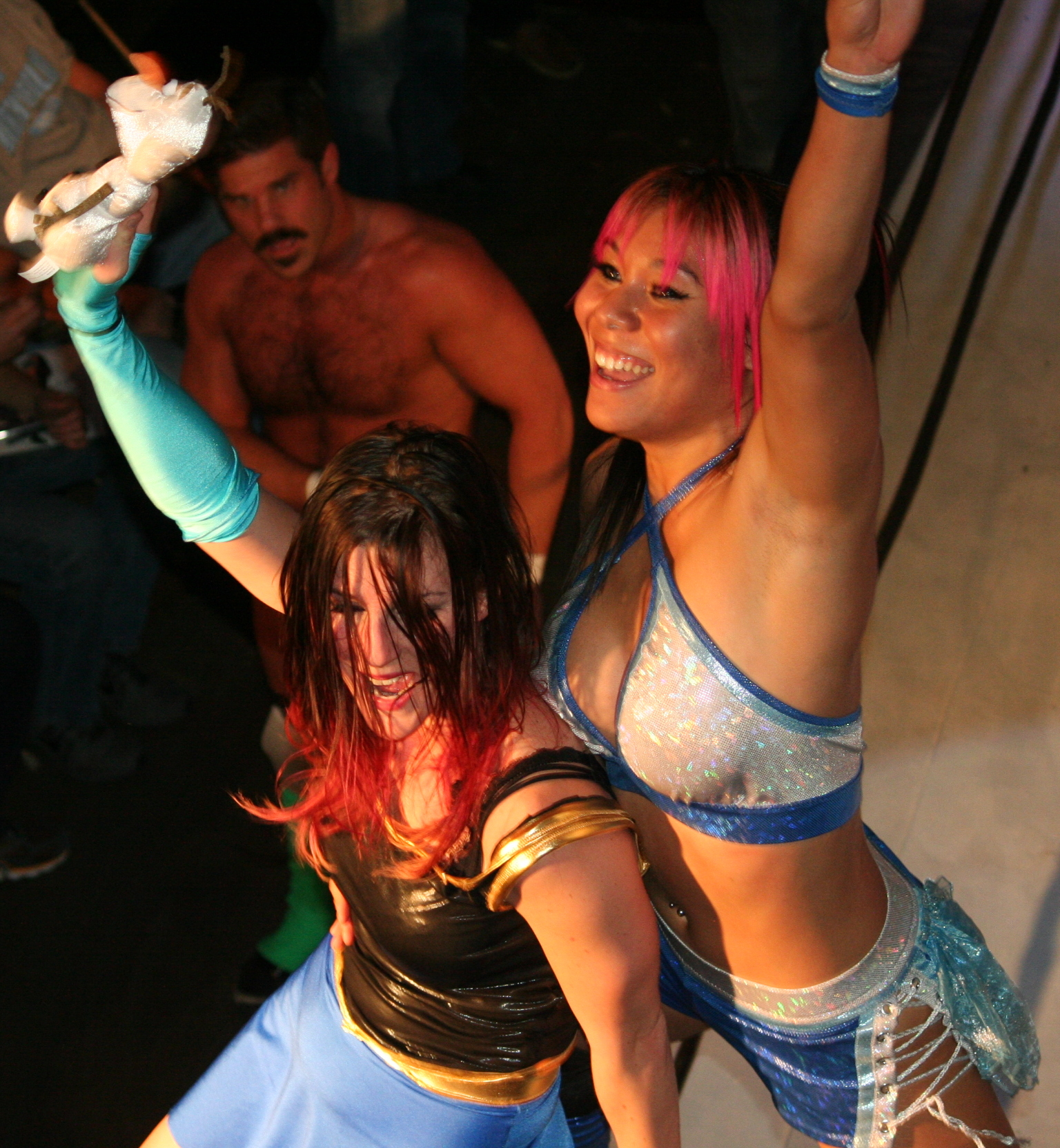
The Lucha Sisters (Миа Йим и Лева Бейтс) в ноябре 2014 года.

Йим дебютировала в Shine Wrestling на втором шоу в августе 2012 года, победив в дебютном матче Сасси Стефи. В 2012 и 2013 годах она сражалась со многими реслерами, включая Джессику Хэвок и Тину Сан Антонио. Летом 2013 года дошла до финала турнира за введённое чемпионство Shine, но уступила Рейн. По контракту с Shine она также появлялась на шоу Evolve.
28 февраля 2014 года Йим обединилась с Левой Бейтс образовав команду The Lucha Sisters. The Lucha Sisters выиграли одолев такие команды как Черри Бомб и Кимбер Ли, Сасси Стефи и Джесси Белль, и Made In Sin (Эллисин Кэй и Тейлор Мейд) и стали первыми командными чемпионами Shine. Они трижды успешно защищали титул пока не проиграли команде Legendary (Малия Хосака и Бренди Вайн) на шоу Shine 20 27 июня 2014 года. Попытка вернуть титулы на шоу Shine 21 не увенчалась успехом.
16 ноября 2014 года во время тура по Китаю, Йим победила Ивелисс Велес став новым чемпионом Shine, став первой кто владел и одиночным и командным титулами Shine.3 апреля 2015 года на Shine 26, Йим проиграла титул чемпиону NWA Сантане Гарретт в матче титул против титула.
На шоу Shine 28, Йим проиграла Эллисин Кэй и обвинила в этом Леву Бейтс. На шоу Shine 31 The Lucha Sisters проиграли в матче за вакантные титулы командных чемпионов Shine, после чего Йим напала на Бейтс.

### Другие промошены (2013—2018)

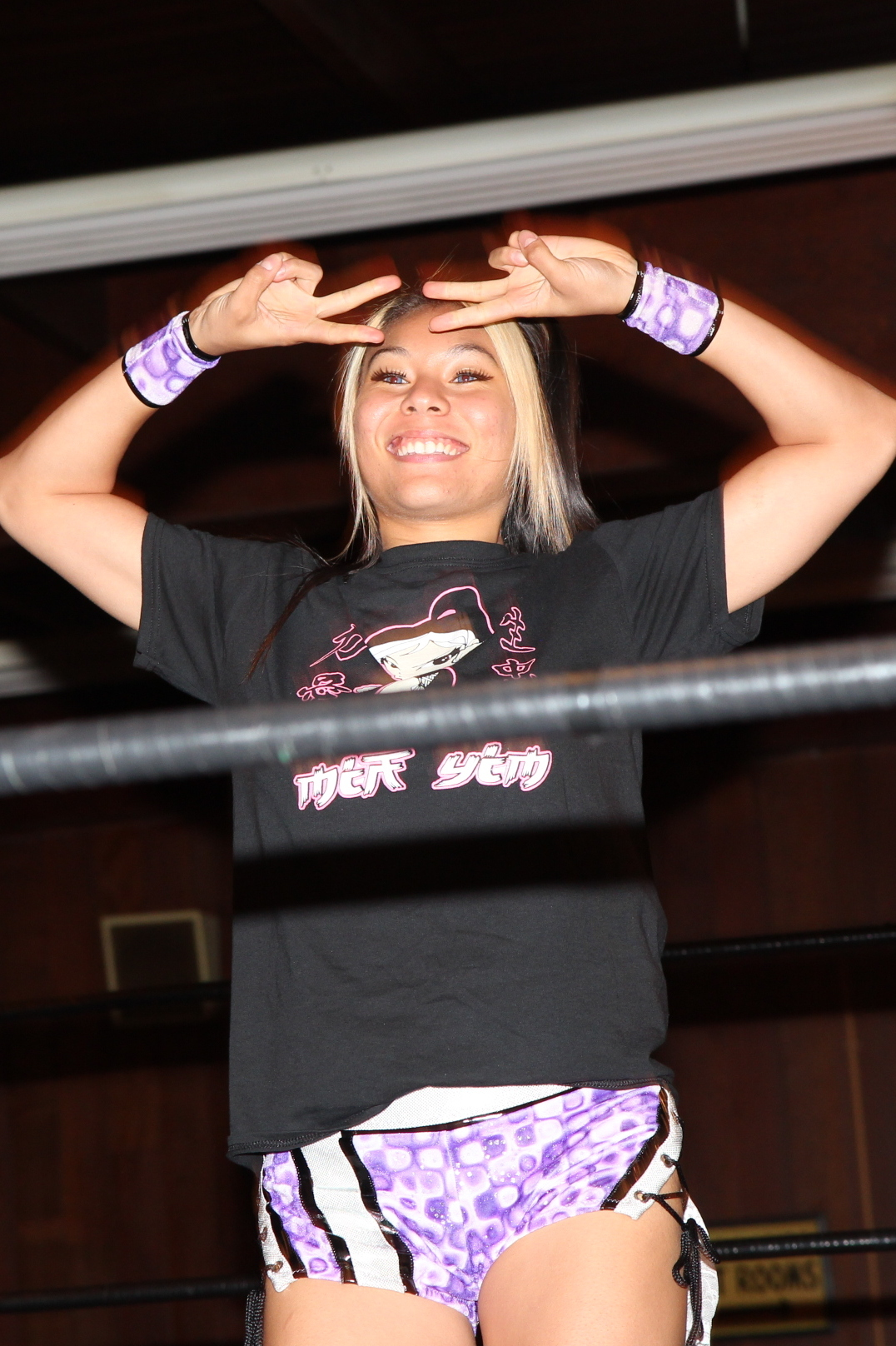
Миа Йим в апреле 2013 года.

6 апреля 2013 года Миа Йим дебютировала в Shimmer Women Athletes на 53 шоу в матче против Невероятной Конг. Первую свою победу в Shimmer она одержала на 56 шоу в матче против Иви, после чего проигрывала Джессике Хэвок, Хикару Сиде и Мэдисон Иглз. После побед над Мелани Круз, Анджи Скай и Хикару Сидой, Йим сразилась с Чирлидером Мелиссой за титул, но проиграла. В 2014 году Йим сражалась против Рэй, Акино и Цукасы Фудзимото..
В апреле 2013 года, Йим дебютировала в Full Impact Pro, победив Лэрри Далласа в межгендерном поединке. В августе того же года Миа Йим и Дос Бен Дехос (Джей Риос и Эдди Крус) победили Лэрри Даласа и The Now (Вик Далишус и Хейл Коллинс) в матче со столами лестницами и стульями. После этого Йим провела несколько месяцев в роли валет Лос Бен Дехос. В июне 2014 года The Lucha Sisters успешно защитили командные титулы Shine от Ивелисс Велес и Кэндис Лерей. В январе 2015 года Миа Йим проиграла Сантане Гарретт.
В июле 2014 года Миа Йим дебютировала в Women Superstars Uncensored (WSU), проиграв в своём первом матче Джессике Хэвок. В октябре 2014 Йим сразилась за титул чемпиона WSU с ЛуФисто, но проиграла.
Миа Йим однократно появилась на шоу WWE NXT в октябре 2014 года, где проиграла Шарлотт. В июле 2017 года приняла участие в турнире WWE Mae Young Classic. В первом раунде Йим одолела Сару Логан, а во втором уступила Шейне Бэзлер. В августе 2018 года приняла участие в новом турнире Mae Young Classic, где в этот раз дошла до четвертьфинала победив Эллисин Кей и Кейтлин. 24 сентября 2018 года стало известно, что Йим подписала контракт с WWE.

### Total Nonstop Action Wrestling (2013—2017)

#### One Night Only (2013—2014)
Йим в середине 2010 года провела тёмный матч в Total Nonstop Action Wrestling (TNA), когда была во Флориде вместе со своей семьёй. В марте 2013 года она приняла участие в записи pay-per-view Knockouts Knockdown, где проиграла Таре. На следующий год в мае 2014 года Миа Йим приняла участие в Knockouts Knockdown 2, где одолела Бриттани, но в финале шоу была выбита из матча Тэрин Террелл. В 2015 году участвовала в Knockouts Knockdown 3, проиграв Брук.

#### The Dollhouse и чемпион нокаутов (2015—2017)
24 апреля 2015 года в TNA дебютировала группировка The Dollhouse (Йим и Марти Белль), в которой ринговое имя Миа Йим было заменено на Джейд. Джейд и Белль появились на шоу TKO: Night of Knockouts, Джейд проиграла Лоре Деннис по дисквалификации. Позже на том же шоу Джейд и Белль помогли Тэрин Террелл защитить титул от Невероятной Конг, после чего Террелл присоединилась к The Dollhouse. 8 мая 2015 года The Dollhouse победили Конг и Гейл Ким в матче 3 на 2. Джейд и Марти Белль стали регулярно вмешиваться в матчи Террелл помогая ей защитить титул. На Slammiversary XIII The Dollhouse проиграли Невероятной Конг и Брук в матче 3 на 2. 15 июля Террелл проиграла титул Брук, после того как Гейл Ким напала на Джейд и отвлекла Террелл. На TNA Turning Point Джейд и Марти Белль проиграли Гейл Ким в битве в клетке.
23 сентября 2015 года Джейд сразилась с Гейл Ким за титул чемпионки нокаутов, но проиграла. 23 февраля 2016 года на Lockdown, Джейд удержала Ким в матче Lethal Lockdown. 8 марта 2016 года Джейд снова сразилась с Гейл Ким за пояс, но опять проиграла. 17 марта Гейл Ким защищала титул в трёхстороннем матче от Джейд и Мэдисон Рейн, в котором победу одержала Джейд. На Slammiversary Джейд проиграла титул Сиенне из-за предательства Марти Белль.
25 августа 2016 года на Turning Point участвовала в пятистороннем матче за чемпионский титул, но победителем из матча вышла Элли. 2 декабря поиграла Розмари в матче в стальной клетке за вакантный титул чемпиона TNA среди нокаутов. В январе 2017 года продолжила враждовать с Розмари. Кульминацией противостояния стал матч за титул по правилам «бал монстров», в котором победу одержала Розмари. Позднее состоялся реванш по правилам Last Knockout Standing, в котором Джейд снова проиграла. В конце февраля контракт Джейд с TNA истёк и не был продлён.

### WWE (2018—2021)
24 сентября 2018 года было подтверждено, что Йим подписала контракт с WWE и начнет работать в NXT.
Освобождена от контракта с WWE 4 ноября 2021 года.

## Личная жизнь
Белл наполовину кореянка по материнской линии, она свободно говорит на корейском языке. Также владеет языком жестов, который изучила во время обучения в колледже, поскольку её бойфренд в то время был глухим.

## Гиммик
- Завершающие приёмы
  - Package piledriver[38][66][76]
  - SkyYim[5] (Corkscrew moonsault)[6]
- Любимые приёмы
  - 450° splash[77]
  - Cannonball[65][78][79]
  - Вариации ударов ногами
    - Axe kick по затылку соперника[80]
    - Dropkick[80][81]
    - Enzuigiri[76]
    - Missile dropkick[79][82]
    - Roundhouse kick[76]
    - Spin kick[6]
    - Superkick[82]
    - Thrust kick[82]
    - Yakuza kick[65][79]

  - Вариации суплексов
    - Bridging German[79][80][82]
    - Northern Lights[82]
    - Saito[78]

  - Sitout powerbomb[65]
  - Springboard moonsault[81]
- С Марти Белль
  - Завершающие приёмы

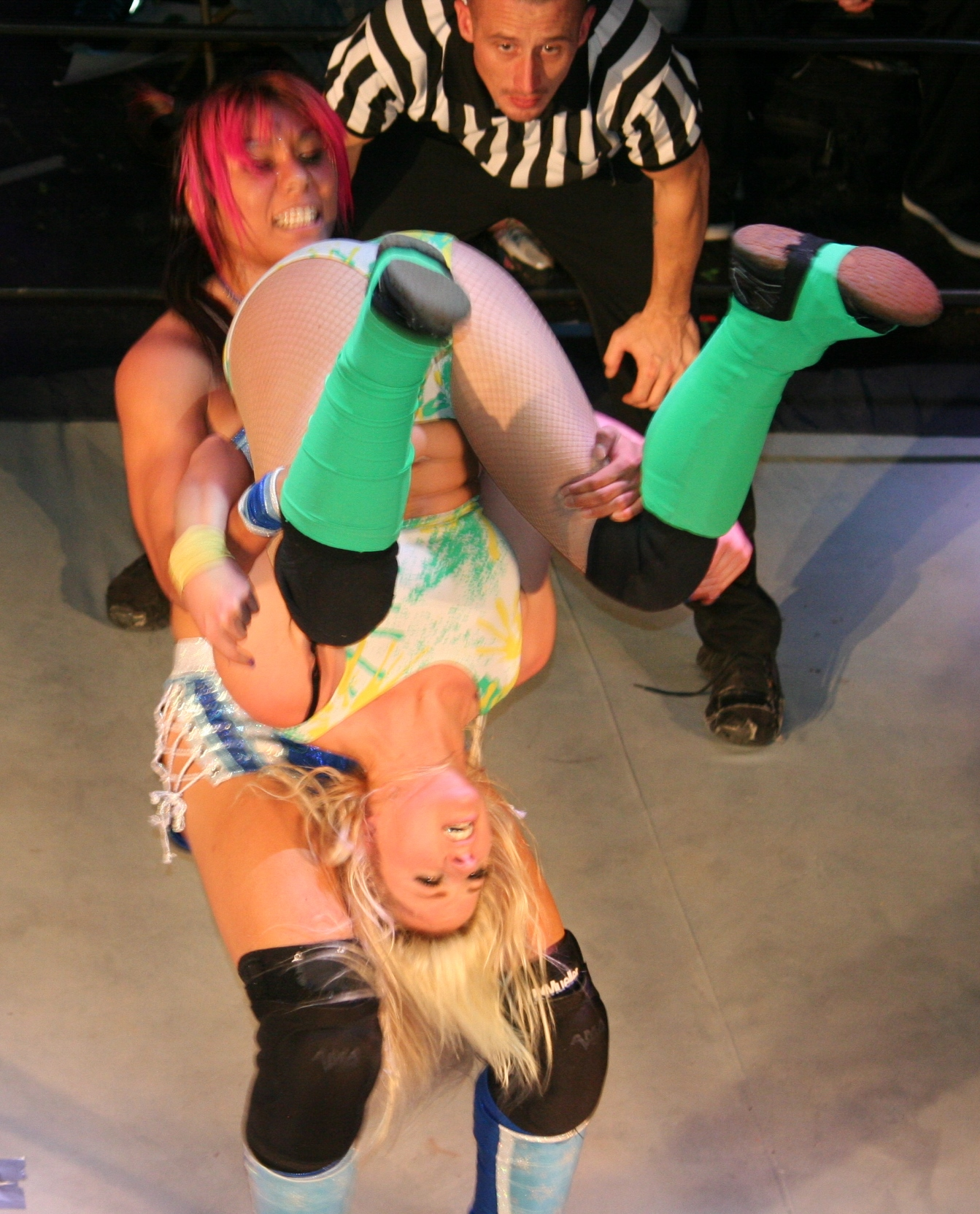
Миа Йим проводит package piledriver.

    - Homewrecker (Double crucifix powerbomb)[83]
- Была валетом для
  - Адам Коул[7]
  - Посольство (Принц Нана, Эрнесто Осирис, Томмасо Чиампа и Роберт Эванс)
  - Тэрин Террелл[84]
- Валеты
  - Марти Белль[59]
- Музыкальные темы
  - «Doll Parts» от Hole[85] (TNA; 15 мая 2015-3 мая 2016; как член группировки The Dollhouse)
  - «Heel for Your Face» от Дейла Оливера (TNA; 3 мая 2016-2 марта 2017)

## Титулы и достижения
- Pro Wrestling Illustrated
  - PWI ставит её под № 41 в списке 50 лучших женщин-реслеров в 2013 году[86]
  - PWI ставит её под № 20 в списке 50 лучших женщин-реслеров в 2014 году[87]
  - PWI ставит её под № 26 в списке 50 лучших женщин-реслеров в 2015 году[88]
  - PWI ставит её под № 6 в списке 50 лучших женщин-реслеров в 2016 году[89]
- Shine Wrestling
  - Чемпион Shine (1 раз)[27]
  - Командный чемпион Shine (1 раз) — с Левой Бейтс[6]
  - Командный турнир Shine (2014)[90]
- Total Nonstop Action Wrestling
  - Чемпион TNA среди нокаутов (1 раз)[68]
  - Королева нокаутов (2016)[91]